# Économie du Centre-Val de Loire
La région Centre-Val de Loire est la 1re région céréalière européenne (Beauce) et la 5e région industrielle française.
En 2004, elle est :
- 1re région pour la production de médicaments
- 2e région pour la production de produits cosmétiques
- 2e région pour l'activité « caoutchouc » (8000 emplois avec implantation d'une usine Michelin à Joué-lès-Tours et Saint-Doulchard et d'une usine Hutchinson à Châlette-sur-Loing, Joué-les-Tours et Chambray-lès-Tours.
- 2e région pour la production d'électricité
- 3e région pour l'activité « Plastiques »
- 3e région pour l'activité « Edition - Arts Graphiques »
- 3e région pour la sous-traitance industrielle
- 4e région pour l'activité High-Tech
- Elle n'est qu'au 11e rang pour les industries agro-alimentaires au niveau effectifs (17e rang au niveau chiffre d'affaires).

## La «Cosmetic Valley»
L'une des villes les plus importantes en région Centre-Val de Loire est Orléans, chef-lieu du Loiret
L'axe Orléans-Chartres est appelé la Cosmetic valley en raison de la densité d'industries de ce type. Ce terme vient d'une association créée en Eure-et-Loir en 1994 et a été reconnue « Pôle de compétitivité » en 2005. Cette zone a été étendue à l'Eure et aux Yvelines. Elle comporte des entreprises comme Shiseido (à Gien depuis 1991), Hermès, Gemey, Guerlain (à Chartres) ou Dior (à Saint-Jean-de-Braye dans le Loiret). Elle emploie en 2005 près de 16 000 salariés avec un chiffre d'affaires de près de 2,5 milliards d'euros.

## Agriculture
Près de 29 700 exploitations agricoles sont répertoriées sur une surface atteignant 2,4 millions d'hectares. 473 000 hectares sont consacrés au fourrage, permettant d'alimenter près de 267 000 bovidés.
Le secteur agro-alimentaire emploie près de 70 000 personnes (un peu plus de 7 % de l'emploi régional).
La Beauce et la Champagne berrichonne sont essentiellement céréalières avec le blé comme culture principale.
Le Centre-Val de Loire est la deuxième région productrice de colza diester (carburant de substitution).
Il compte cinq AOC de fromages de chèvre et 22 AOC de vins